# Ove Høegh-Guldberg Hoff (ingeniør)
 For alternative betydninger, se Ove Høegh-Guldberg Hoff. (Se også artikler, som begynder med Ove Høegh-Guldberg Hoff)
Ove Høegh-Guldberg Hoff (født 1905 død 1972) var civilingeniør og professor. Han blev fanget af Gestapo i 1944 grundet hans rolle i modstandsbevægelsen, og sad som fange i Vestre Fængsel, Frøslevlejren og Neuengamme.
Han er blandt andet far til generalløjtnant og tidligere forsvarsstabschef Ove Høegh-Guldberg Hoff.
Ove Høegh-Guldberg Hoff var søn af Birger Hoff og Ingeborg Grüner.